# 계룡시의회
계룡시의회는 충청남도 계룡시 지역을 관할하는 기초의회이다.

## 연혁
2003년 9월 19일 계룡시 출범과 함께 논산시의원이었던 최홍묵이 유일한 계룡시의원이 되고, 10월 재보궐선거에서 6명을 선출할 예정이었으나 시장 후보가 된 최홍묵의원이 9월 30일 사직, 10월 재보선까지 의원이 없게 되었다. 10월 재보선에서 7명의 계룡시의원이 선출되어 활동을 시작하였다.